# Зекендорф, Фридрих Генрих

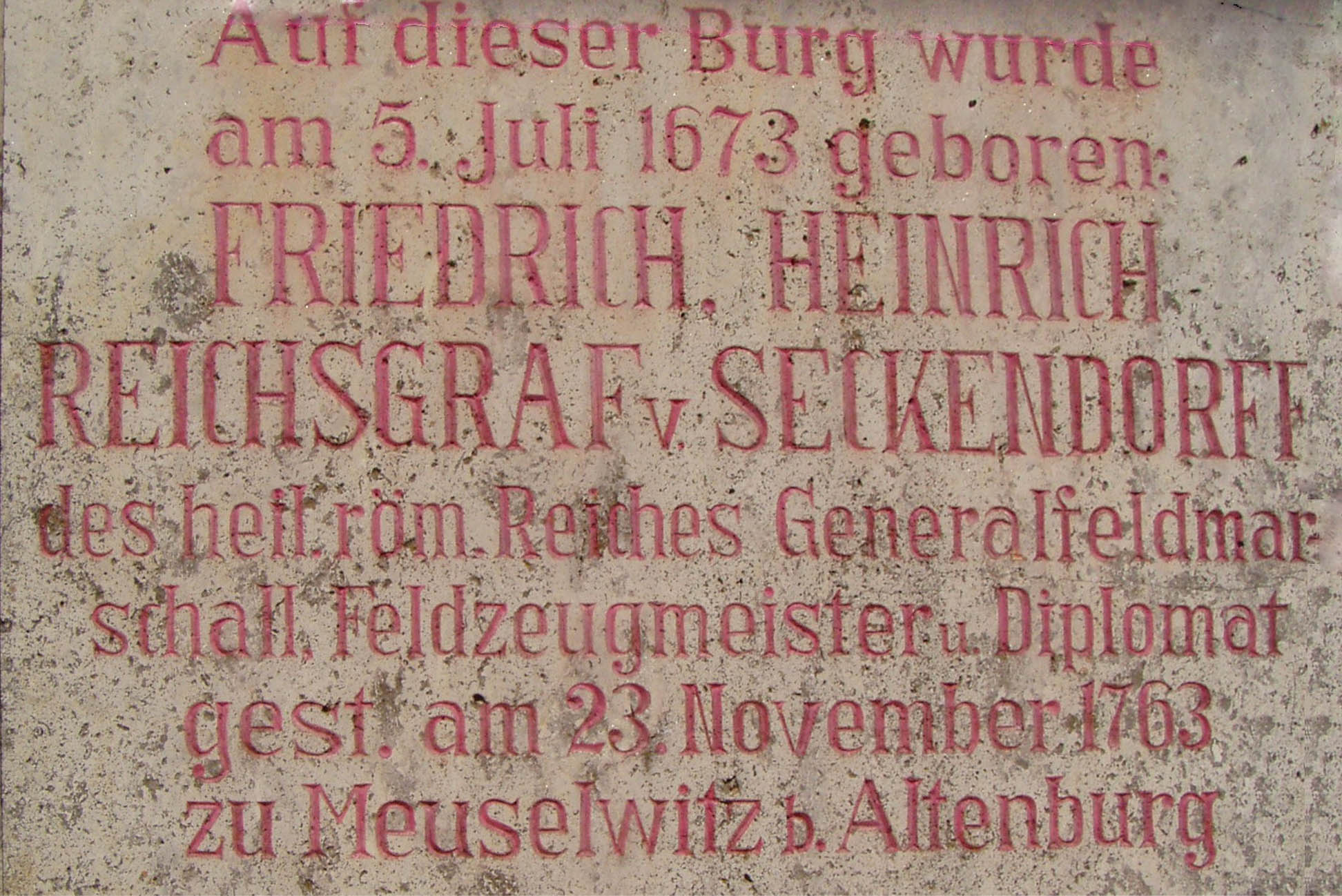
Памятная табличка на стене замка в Кёнигсберге

Фридрих Генрих Зекендорф (имперский граф нем.  Friedrich Heinrich von Seckendorff, Кёнигсберг в Баварии; 5 июля 1673 — 23 ноября 1763, Мойзельвиц) — австрийский генерал-фельдмаршал (21 мая 1737 года) и дипломат, тайный советник. Генерал-фельдмаршал Баварии (22 мая 1742 года).

## Биография
Рано лишившись отца, был воспитан дядей, Фейтом фон Зекендорфом.
В 20-м летнем возрасте поступил на бранденбургскую службу. Потом в ансбахскую, где дослужился до бригадирского чина.
В 1704 году ансбахские войска присоединились к союзной армии под командованием принца Евгения и герцога Мальборо, участвовавшей в войне за испанское наследство и Зекендорф примерами редкой храбрости и распорядительностью, в сражениях при Шеленберге и Гохштеде обратил на себя внимание обоих полководцев.
В следующей кампании он находился в Нидерландах и отличился при Неервиндене, Рамилье, Менене, Лилле, Турне и Монсе. Тут он приобрел особое расположение тогда наследного принца прусского Фридриха Вильгельма и польского короля Августа II, по предложению которого перешел в саксонскую службу с чином генерал-майора, но продолжал служить в армии принца Евгения до заключения мира с Францией в 1712 году.
Вскоре после этого, Август II послал его с важными поручениями в Польшу, и за их успешное выполнение пожаловал его генерал-лейтенантом и губернатором Лейпцига.
В 1715 году Зекендорф,командуя 8000 саксонских и польских войск, примкнул к пруссакам и датчанам, действовавшим в Шведской Померании. Вместе в генералом Вакербартом он составил план осады Штральзунда, который и сдался в декабре, несмотря на присутствие короля Швеции Карла XII. За это король прусский наградил его шпагой, осыпанной бриллиантами.
Приобретенная Секендорфом воинская слава побудили императора Карла VI пригласить его в австрийскую службу с переименованием его чина в фельдмаршал-лейтенанты. До Пассаровицкого мира он состоял в армии принца Евгения и сражался против турок.
После этого, в ходе войны четверного альянса, действовал на Сицилии, участвовал в сражении при Франкавилле. После заключения выгодного для Австрии мира в 1720 году, оставался около года с корпусом войск на этом острове.
По возвращении в Вену, Карл VI пожаловал его графом и губернатором Филиппсбурга и Майнца. Помимо этого служил с пользой дипломатом при Берлинском (1726 год), Дрезденском и Копенгагенском дворах.
Смерть в 1733 году Августа II и споры за польское наследство вызвали войну между Австрией и Францией. французы взяли Кель и осадили Филиппсбург, а в следующем 1734 году маршал Куаньи вознамерился обложить Майнц. Зекендорф, собрав армию в 26 батальонов и 53 эскадронов, оттеснил его за Гундерюкские горы и до Трира, где заключение перемирия, а затем и мира, остановило его дальнейшие действия.
После кончины принца Евгения в 1736 году, Зенкендорф был произведен в генерал-фельдмаршалы и назначен  помощником Франца Стефана Лотарингского (так как тот не обладал полководческими талантами),-главнокомандующего имперскими войсками против турок. Эта война была весьма неудачна для Австрии. Зенкендорф действовал сначала с успехом, но вскоре вынужден был отступить за Саву. По Белградскому миру Австрия лишилась всех завоеваний принца Евгения.
Зенкендорфа обвинили в неисполнении данных ему инструкций, в дурных распоряжениях продовольствования войск, в истощении их бесполезными переходами, излишней строгости, неуважении к герцогу Лотарингскому и пр. и предали его военному суду. Смерть Карла VI прекратила этот запутанный процесс.
Вступление на австрийский престол Марии-Терезии предоставило ему свободу в 1740 году, ему были возвращены прежние звания и достоинства. Тем не менее, он перешел на службу к баварскому курфюрсту Карлу Альбрехту, ставшему императором Карлом VII. 22 мая 1742 года получил чин фельдмаршала и назначен командовать имперско-баварскими войсками в действиях против австрийцев в войне за австрийское наследство. В кампании 1743 года потерпел поражение при Симбахе 9 мая, в 1744 году ему удалось отвоевать Браунау, Шердинг и Пассау, но 1 декабря 1744 года испросил увольнения с военной службы. После смерти Карла Альбрехта и новых неудач баварского войска, склонил преемника Максимилиана III к заключению мира в Фюссене (22 апреля 1745 года).
После этого Зекендорф жил в своём имении близ Альтенбурга, где в 1758 году Фридрих Великий, заподозрив его во враждебных Пруссии сношениях с Австрией, велел его арестовать; после 6-месячного заключения в крепости он был выпущен на свободу.